# 辜仲諒
辜仲諒（1964年7月31日—），台湾企業家，辜仲諒被控「紅火案」相關的中信銀澄清湖大樓購地等案，台北地方法院判處辜仲諒有期徒刑7年8月並且限制出境。鹿港辜家後裔，中國信托金融控股前董事長辜濓松长子。現任中華民國棒球協會理事長、亞洲棒球總會會長、世界棒壘球總會執行委員會棒球執行副會長兼任棒球執行委員會副理事長、中信金控董事、中信慈善基金會董事長、中信反毒教育基金會董事長。

## 生平

### 家族背景
辜仲諒先祖來自福建省泉州府惠安縣螺陽鎮。臺灣五大家族之一「鹿港辜家」即起始於辜顯榮。辜顯榮之曾祖父為辜禮歡（英屬馬來亞檳城第一位甲必丹），得次子辜安平，為清道光年間進士，在林則徐幕僚任職後又調職臺灣，官至道台；辜安平獨子辜琴，妻室薛面；辜琴傳二子辜顯忠早逝、辜顯榮開臺北城迎日軍，受臺灣總督府賜予敘勳六等。辜顯榮與妾張悅（三房）得子辜岳甫，辜岳甫長子為辜濓松。辜濓松與妻辜林瑞慧育有三子一女，辜仲諒即為辜濓松長子。辜濓松與五叔公前海基會董事長辜振甫共同創立和信集團。二弟辜仲莹為中華開發資本董事長。三弟辜仲立為中租控股總裁。

### 經歷
辜仲諒為美國賓州大學華頓商學院碩士，專攻金融大數據，於2017年取得北京大學光華管理學院金融博士學位。

#### 棒球協會理事長

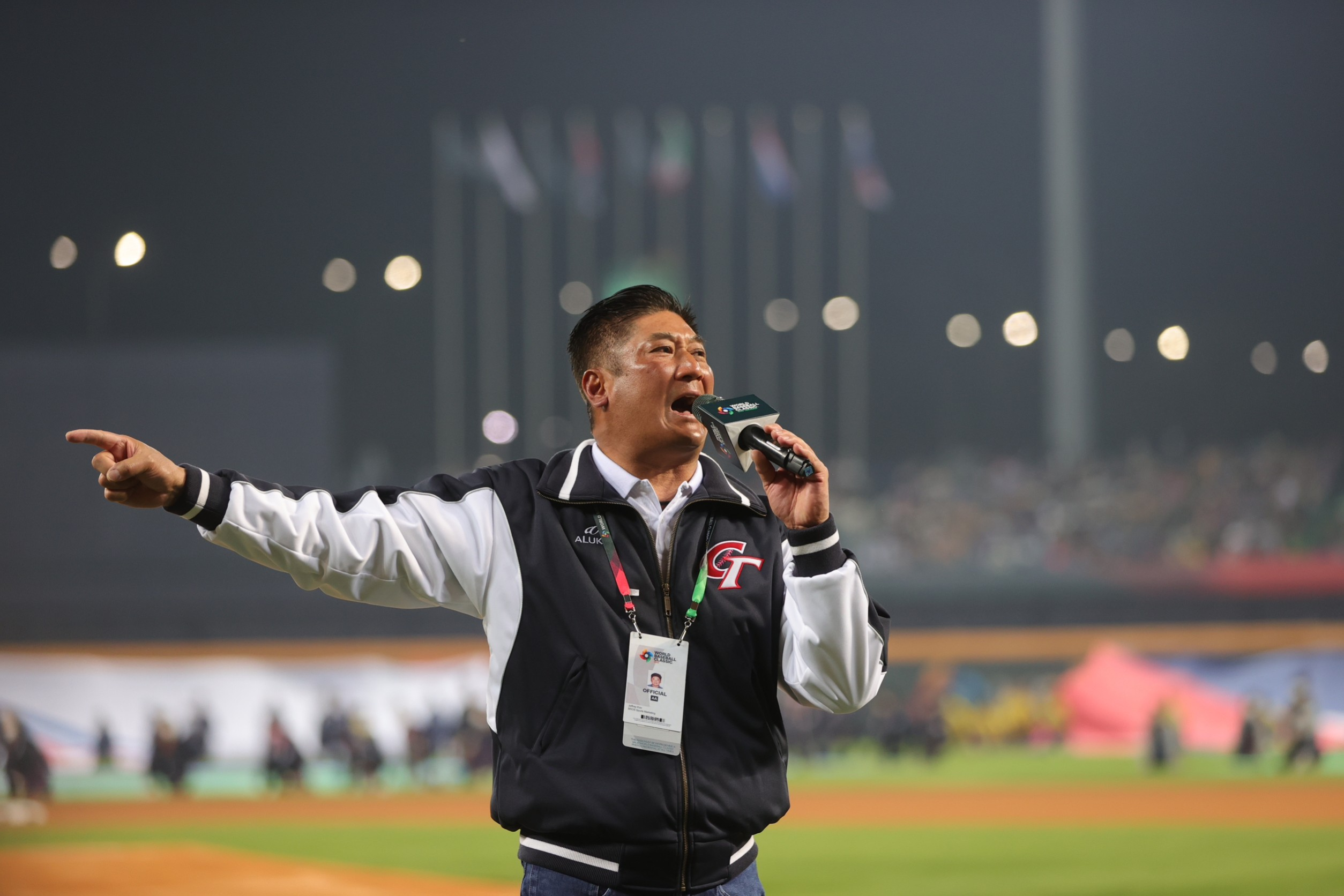
辜仲諒於2023年世界棒球經典賽A組預賽開幕儀式致詞

2018年5月19日，中華民國棒球協會改選，辜仲諒當選理事長，於7月1日交接成為首位擁有職棒球隊的棒協理事長。
因中華棒協與中華職業棒球大聯盟長期鬥爭造成眾多爭議，2019年雙方正式簽屬合作協議書，時任協會理事長辜仲諒表示棒協「不是讓步，是國家會進步」。將一級國際賽事規畫與主辦、國家代表隊的組織訓練與參賽事宜皆交由中職主辦，結束棒協與中職的多年鬥爭。
辜仲諒以企業經營的經驗協助棒協運作，發獎金與請吃牛排獎勵少棒球員，但也注重紀律，曾因2018年黑豹旗開幕典禮唱國歌時，因學生不專心，隨即板起臉色提醒「唱國歌都沒辦法站好，那還有什麼資格打球呢？」
2022年7月，第4屆世界棒壘球總會及亞洲棒球總會大會首度於臺灣台北市舉辦，138個會員國、兩百多位代表齊聚台北。辜仲諒於會中獲得一致通過，繼任亞洲棒球總會會長，並擔任世界棒壘球總會執行副會長。

## 犯罪和爭議事件
辜仲諒涉入多項弊案而被起訴。

### 紅火案
2006年因涉入中信金海外結構債交易案，即紅火案，請辭中信金副董事長一職，隨後潛逃至日本。2008年11月24日自日本返回台灣首度公開說明中信金插旗兆豐金等案情，並轉為汙點證人，協助釐清扁案的來龍去脈。曾被特偵組指控涉入龍潭購地案。
2011年，他在紅火案中作證表示，給扁家四億是檢察官越方如教唆偽證，是因為怕被羈押，但是特偵組聲明除辜仲諒之外，另有其他證人證實辜仲諒有給錢，陳水扁、吳淑珍也承認有收到錢，辜仲諒在紅火案的證詞應為訴訟策略。2013年6月，紅火案改判，辜仲諒改重判9年8月。2014年8月，紅火案二審判決遭撤銷，發回台灣高等法院重審。
2021年4月28日，台灣高等法院更二審審理紅火案，因最高法院刑事大法庭裁定等縮減審理範圍後，認定辜仲諒並無間接操縱股價及背信行為，改判無罪。
2024年9月，最高法院指出，辜仲諒出售結構債給紅火公司，具有背信罪的主觀不法，以及讓中信銀行蒙受損害，確實是有調查未盡的違法事實，因此發回高等法院更審。

#### 中信銀澄清湖大樓購地案
辜仲諒涉入衍生自紅火案的中信銀澄清湖大樓購地案，在2025年5月被依違反《銀行法》判處有期徒刑7年8月，另裁定限制出境、出海8個月。

### 龍邦與台灣人壽事件
2016年6月8日，特偵組指揮調查官、檢察事務官及司法警察所持法院核發之搜索票對中信金控展開約談、傳喚等偵查，共動員檢察官18名、調查官218名、檢察事務官150名及司法警察62名；搜索住處及辦公處所58處，傳訊約談涉嫌人及證人共94名。
成果方面，查得中信金控於2003至2007年間，以子公司境外投資名義，將集團資金約3億美元轉匯至辜仲諒等人掌控之帳戶內，供私人投資之用。另特偵組及臺北地檢署因受理金管會移辦之案件，查悉中信金控集團於2014及2015年間，為旗下中國信託購買內湖資訊機房及行政大樓，疑涉以高價套取中信銀行價差，損及該鉅額利益；又於2015年間，為集團所屬中信人壽併購台灣人壽，以中信人壽資金低價高買國寶集團提供之擔保品，致國寶集團獲益數億元。而國寶集團於2015年1月起，以相對成交等方式炒作龍邦(2514)股票，並於中信人壽合併臺灣人壽時涉嫌內線交易共獲利上億元。上述兩集團所為，均嚴重影響金融市場交易秩序，而涉有違反銀行法、證券交易法等罪嫌。6月9日凌晨，辜仲諒被依違反銀行法、證交法等罪，經特偵組檢察官諭令1億元交保，限制出境、出海。
2016年10月5日，特偵組偵查終結，向臺灣臺北地方法院提起公訴。檢察官認定被告辜仲諒、陳O哲、張O田、張O琛、吳O富、張O珠等人涉嫌違反金融控股公司法第57條第1項後段、第2項、違反證券交易法第20條第1項而犯同法第171條第1項、第2項、違反銀行法第32條第1項而犯同法第127條之1第1項、保險法第168條之2第1項後段、第2項、違反洗錢防制法第2條第1項而犯同法第11條第1項以及商業會計法第71條等罪。被告朱O榮、林O馨涉有違反證券交易法第20條第1項、第155條第1項、第157條之1第1項而犯同法第171條第1項、第2項、保險法第168條之2第1項後段、第2項等罪嫌，均依法提起公訴。

### 中信兄弟換總事件
2023年5月10日，在中職球季中突然調整中信兄弟林威助總教練及旗下部份教練的職務，由彭政閔接任總教練，受到了許多爭議，截至6月29日，與林威助仍神隱多時未公開露面。

### 台灣人壽保險股份有限公司違反保險法令裁罰案
金管會2023年8月10日新聞稿，對中國信託金融控股股份有限公司一般業務檢查時，發現台灣人壽公司治理運作有重大缺失，內部控制制度未能有效運作，有違反保險法相關規定及有礙健全經營之虞，依保險法第171條之1第4項規定核處罰鍰新臺幣(以下同)1,000萬元整，暨依同法第149條第1項規定予以糾正，並依同條項第1款規定，自裁處書送達翌日起限制該公司一年內不得新增不動產投資（在建工程除外），屆期經金管會認可改善情形後始得進行；併依同條項第7款規定，令該公司自裁處書送達翌日起，停止總經理執行總經理職務1年。新聞稿內容提到，該公司未考量落實遵守公司治理之重要性，而有母公司中信金控大股東辜仲諒及專門委員介入公司財、業務經營事項及人事作業之情事，致影響內部控制制度之有效執行。

### 中國信託金融控股公司及中國信託商業銀行違反金融控股公司法及銀行法令處分案
金管會2023年8月10日新聞稿，對中信金控檢查時發現，中信金控及中信銀行對公司治理核有重大缺失，相關內部控制未能有效運作，且未善盡對子公司之管理，違反金融控股公司法第51條及其授權訂定之「金融控股公司及銀行業內部控制及稽核制度實施辦法」第3條第1項及第8條第1項及第2項規定，並有礙健全經營之虞，爰依金融控股公司法第60條第16款規定核處新臺幣(以下同)3,000萬元罰鍰，併依同法第54條第1項規定核處予以糾正，及依同條項第4款規定，停止董事長執行董事職務6個月、停止副董事長執行董事職務1年，及依同條項第7款規定命該公司調降總經理每月月薪30%為期3個月、調降專門委員112年度所有薪酬50%為期1年，併暫停該公司申請轉投資6個月(不含對原有轉投資事業之增資或因組織架構調整產生之原有轉投資事業股權移轉)，屆期經金管會認可改善情形後始得進行。另依銀行法第61條之1第1項規定，核處中信銀行予以糾正，併依同條項第3款及第9款規定暫停該行申請轉投資(不含對原有轉投資事業之增資或因組織架構調整產生之原有轉投資事業股權移轉)及申請設立國外分支機構6個月，屆期經金管會認可改善情形後始得進行。新聞稿內容提到，中信金控及子公司109年12月至111年6月間舉辦之會議及主管餐敘等，共計60場次，固定邀請不具負責人身分之大股東辜仲諒出席，使其可頻繁密集參與集團策略議題討論，及聽取中信金控與子公司主管報告未來業務推展規劃，且相關涉及之人員廣泛。

## 個人興趣
- 辜仲諒喜愛棒球運動，曾表示棒球運動重視拚勁、團結的態度，與經營企業的精神相當一致，認為就人生的意義而言，「棒球教導他一切」。[22]也曾透露如果他不是生在大富大貴之家，早就是棒球選手。[23]2016年6月9日凌晨因案交保後，第一件事是關心其贊助職棒球隊－中信兄弟的輸贏。[24]
- 2016年初決定簽下原為Lamigo桃猿隊的自由球員林智勝，即是了解林智勝和台灣許多孩子一樣，為了生計而打棒球的背景，認為其故事能鼓勵具有相同背景的基層棒球選手。[25]
- 除了棒球外，辜仲諒也喜愛高爾夫球運動，希望台灣高爾夫運動能與國際級比賽接軌。